# Jeh Johnson
Pour les articles homonymes, voir Johnson.
Jeh Johnson, né le 11 septembre 1957 à New York, est un avocat et homme politique américain. Membre du Parti démocrate, il est secrétaire à la Sécurité intérieure de 2013 à 2017 dans l'administration du président Barack Obama.

## Biographie
Avocat de métier, il est General Consel de la Force aérienne des États-Unis entre 1998 et 2001. De 2009 à 2012, il est General Counsel of the Department of Defense, premier assistant légal et juridique du secrétaire à la Défense des États-Unis et de son secrétaire adjoint.
Désigné secrétaire à la Sécurité intérieure des États-Unis par le président Barack Obama le 16 décembre 2013, il est confirmé par le Sénat des États-Unis par 78 voix contre 16 et succède à Janet Napolitano. Il quitte ses fonctions le 20 janvier 2017 au profit de l'ancien général John F. Kelly, nommé par le président Donald Trump.